# Nüziders
Nüziders är en ort och kommun i distriktet Bludenz i förbundslandet Vorarlberg i Österrike.